# Otto Baer (Unternehmer)
Otto Baer jun. (* 7. November 1880 in Dresden; † 1. August 1947 in Torgau; vollständiger Name: Emil Otto Baer) war ein deutscher Unternehmer der Farbenindustrie in Sachsen. Als Freund von Friedrich Olbricht war er in die Vorbereitungen des Attentats vom 20. Juli 1944 auf Adolf Hitler einbezogen.

## Leben

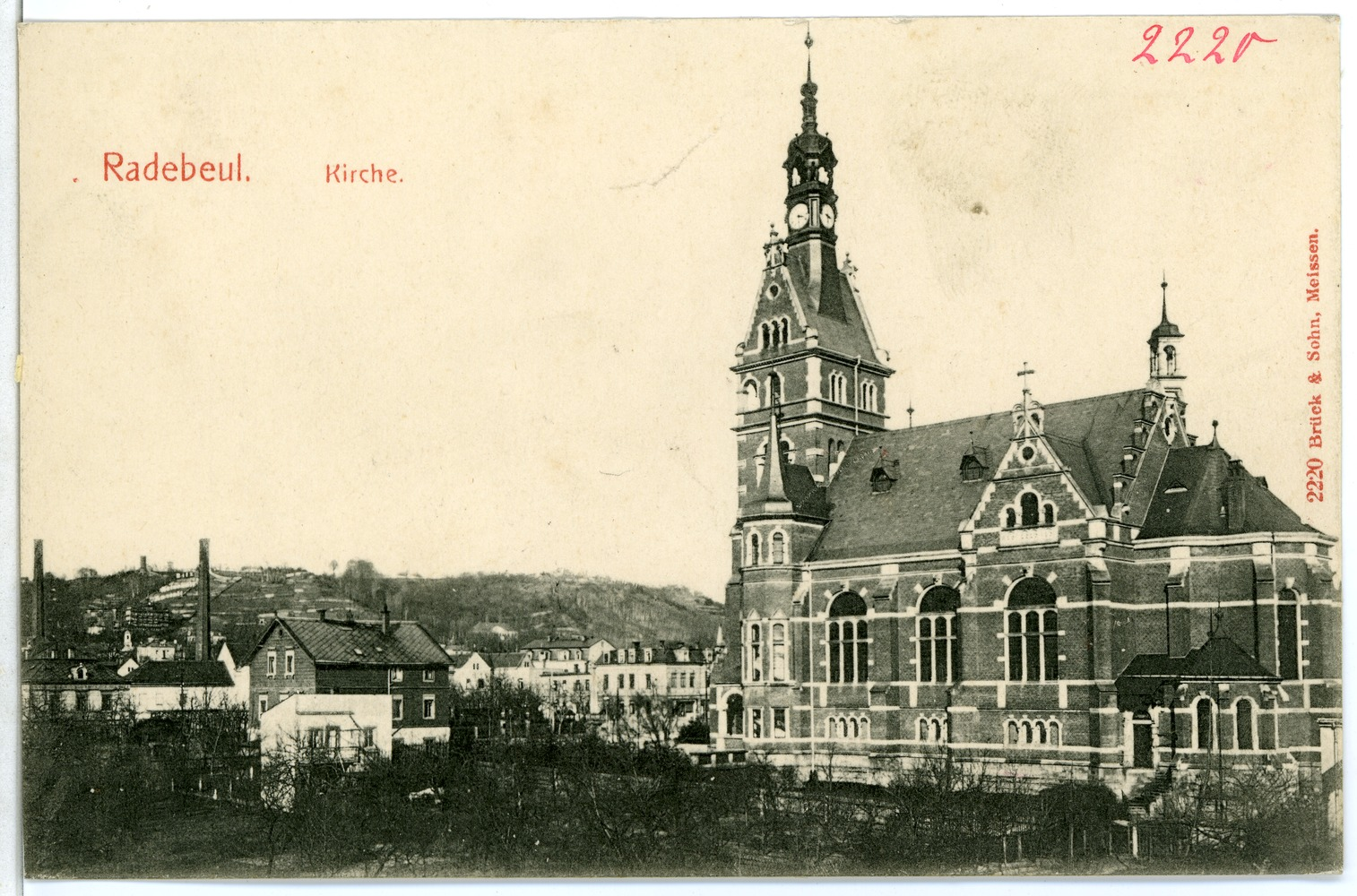
Historische Ansichtskarte von Radebeul mit Lutherkirche und Farbenfabrik O. Baer (Meißner Straße 116, nach der Wende abgerissen)

Otto Baer jun. trat 1905 als Mitgeschäftsführer in die Farbenfabrik seines Vaters Otto Baer sen. in Radebeul ein, die unter der Firma Farbenfabrik O. Baer (F.O.B.) zu einem wichtigen Unternehmen der Region wurde; sie stand auf dem Grundstück Meißner Straße 116 gegenüber der Lutherkirche. 1914 wurde Carl Epple Mitgeschäftsführer, der 1920 in Dresden die Carl Epple Farbenfabrik gründete.
1932 führte Otto Baer das Unternehmen nach dem Tod seines Vaters weiter. Die Zahl der Beschäftigten stieg bis zum Zweiten Weltkrieg, der eine starke Einschränkung der Aktivitäten erzwang, bis auf 250 Mitarbeiter.
1946 wurde Baer wegen antisowjetischer Propaganda denunziert, verhaftet und zu zehn Jahren Zwangsarbeit verurteilt. Er starb in einem Speziallager in Torgau. Nach der politischen Wende wurde er postum rehabilitiert.
1927 ließen Baer oder sein Vater das Landhaus Friedlandstraße 10 vergrößern und umbauen. 1939 bewohnte er das Anwesen der Villa Tautzschgenhof.

## Epple Druckfarben
Baers Farbenfabrik O. Baer wurde 1945 nach Neusäß bei Augsburg verlegt. 1949 entstand dort unter der Führung von Carl Epple die Druckfarbenfabrik Epple Druckfarben, heute Epple Druckfarben AG.
Das Radebeuler Werk Farbenfabrik O. Baer wurde 1948 enteignet und in den VEB Radebeuler Druckfarbenfabriken umgewandelt. Aus diesem wurde später der VEB Lacke und Druckfarben Radebeul, der wiederum in den VEB Lacke und Farben Coswig eingegliedert wurde. Das Arzneimittelwerk Dresden übernahm 1970 das Betriebsgelände Meißner Straße 116, dessen Gebäude ab 1991 leerstanden und 1998 abgerissen wurden.

## Schriften
- Der Druck mit unseren Heliotyp-Zweitonfarben. Farbenfabriken Otto Baer, Radebeul 1934.
- Die Hilfsmittel für den Offsetdruck. O. Baer, Radebeul-Dresden 1939.
- Erfahrungen im Wasserfarbentiefdruck. O. Baer, Radebeul-Dresden 1939.
- Wichtiges über Blechdruckfarben. O. Baer, Radebeul-Dresden 1939. Neuausgabe 1940.